# Беллевю (Швейцария)
Беллевю (фр. Bellevue) — коммуна в кантоне Женева в Швейцарии.
Расположена на правом берегу Женевского озера включает деревушки Венжерон, Ле Тюильри, Валавран и Коловрек. Площадь по состоянию на 2009 год составляла 4,35 км². Высота	378 м.

## Население
По состоянию на 31 декабря 2020 года население составляло 3467 жителей. Плотность — 795 чел/км. В 2020 году 36,7 % населения Беллевю родились за пределами Швейцарии.
| Демография         | Демография | Демография | Демография | Демография | Демография | Демография | Демография | Демография | Демография | Демография | Демография |
| ------------------ | ---------- | ---------- | ---------- | ---------- | ---------- | ---------- | ---------- | ---------- | ---------- | ---------- | ---------- |
| Год                | 1860       | 1900       | 1950       | 2000       | 2003       | 2010       | 2012       | 2014       | 2015       | 2016       | 2017       |
| Количество жителей | 324        | 362        | 684        | 1801       | 2677       | 3165       | 3200       | 3236       | 3260       | 3348       | 3346       |

## История

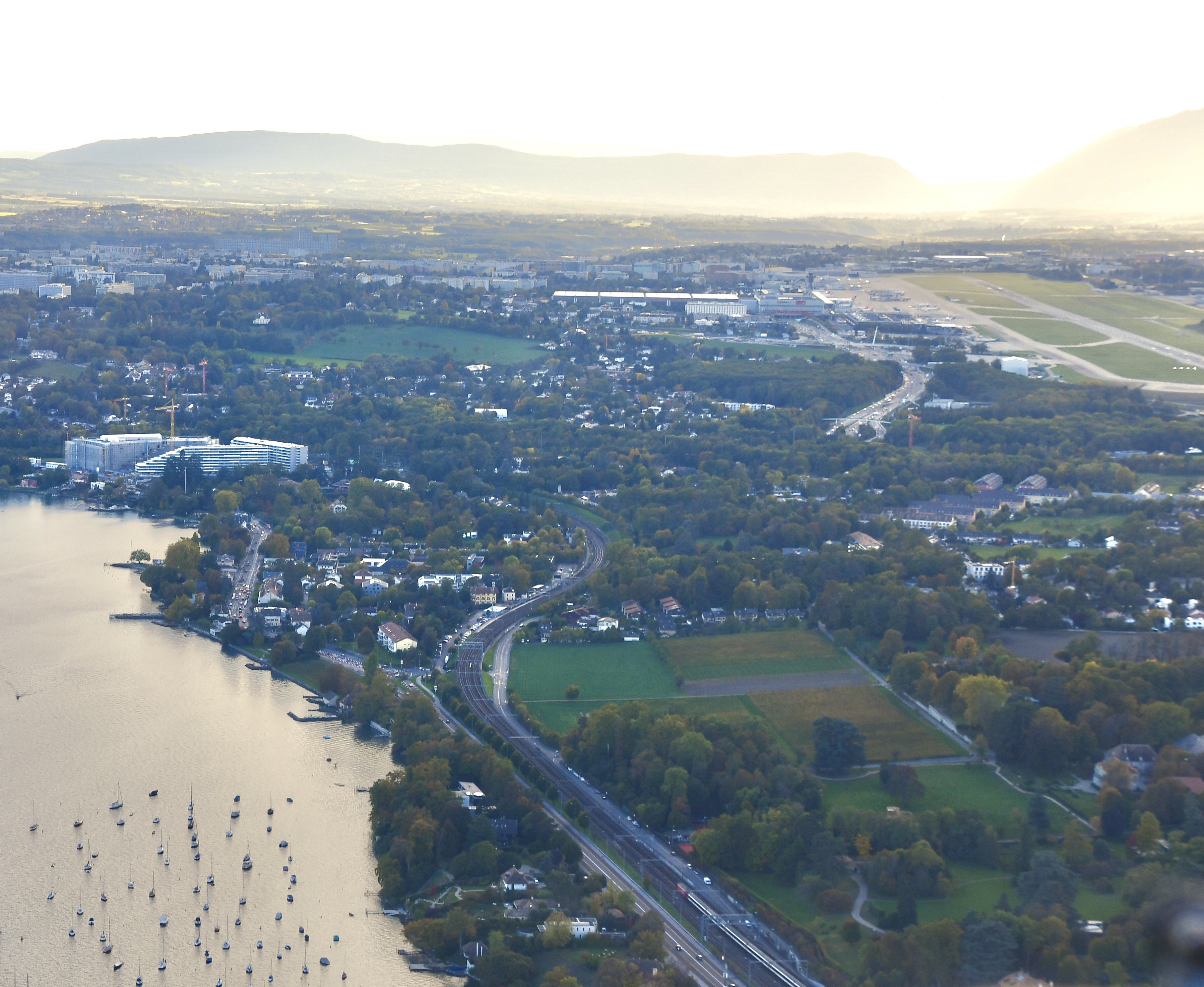
Общий вид

Впервые упоминается в 1257 году как Коловре. В 1855 год коммуна Беллевю отделилась от коммуны Коллекс-Босси. Беллевю была, в основном, населена городскими протестантскими гражданами Женевы, в то время как сельская Коллекс-Босси была, в основном, католическими жителями.
В Беллевю находится штаб-квартира группы Richemont, производящей предметы роскоши.

## Транспорт
Через территорию коммуны проходит автомагистраль А1 (до 1996 года — главная дорога № 1), проходящая с запада на восток: от французской границы на юге до австрийской на севере.

## Персоналии
- Рилье, Альбер (1809—1883) — швейцарский писатель, переводчик, историк, педагог.